# Signalposten
Signalposten war eine dänische Eisenbahnzeitschrift, die sowohl Eisenbahn- als auch Modelleisenbahn-Themen behandelte. Sie erschien im Zeitraum von 1962 bis 1993.
Das Motto der Zeitschrift war eine unpolitische Zeitschrift für Eisenbahnen in der Realität und im Modell (dänisch Upolitisk tidsskrift om jernbaner i virkelighed og i model). Das Magazin wurde von einer Gruppe von Eisenbahninteressierten als Hobby veröffentlicht, alle nicht-professionellen Arbeiten wurden kostenlos durchgeführt. Überschüsse aus dem Verkauf wurden für bahnhistorische Forschungen verwendet.
Chefredakteur war Ulf Holtrup und die letzte Redaktion bestand aus Poul Adamsen, Hans Gram Alkjær, Ib V. Andersen, Ole Faurhøj, Ole Buskgaard, Arne Gregeren, Jesper Reinfeldt, Jørgen Groth und Erik V. Pedersen. Zu den freiberuflichen Autoren gehörten Jens Bruun-Pedersen, Erik Olsen, Bent Hansen, Hans Gerner Christiansen und Poul W. Skadhauge.
Ursprünglich war Signalposten eine Mitgliederzeitschrift für den Dansk Model-Jernbane Klub, später zudem für die  Jernbanehistorisk Selskab. Nach mehrjähriger Pause wurde Signalposten ab 1968 als Magazin im Abo-Verkauf vertrieben. Das Interesse stellte sich größer heraus, als die Redaktion geplant hatte.

## Format
Die ersten Jahre wurde Signalposten in einem erweiterten DIN-A5-Format herausgegeben, es enthielt so genannte gefaltete Folienblätter. Ab 1978 wurde das Heft auf A4-Format umgestellt. Dadurch wurde es viel einfacher, größere Zeichnungen von Fahrzeugen und Gebäuden zu reproduzieren.
1993 traf die Redaktion die schwierigen Entscheidung, das Magazin einzustellen. Die alten Ausgaben von Signalposten werden noch gehandelt. Es ist möglich, alle erschienenen Ausgaben von Signalposten im PDF-Format aus dem Internet herunterzuladen.